# Маньи-Данигон
Маньи́-Даниго́н (фр. Magny-Danigon) — коммуна во Франции, находится в регионе Франш-Конте. Департамент — Верхняя Сона. Входит в состав кантона Люр-Сюд. Округ коммуны — Люр.
Код INSEE коммуны — 70318.

## География
Коммуна расположена приблизительно в 350 км к юго-востоку от Парижа, в 65 км северо-восточнее Безансона, в 34 км к востоку от Везуля.
Северную часть коммуны занимают леса.

## Население
Население коммуны на 2010 год составляло 454 человека.
| 1962 | 1968 | 1975 | 1982 | 1990 | 1999 | 2010 |
| ---- | ---- | ---- | ---- | ---- | ---- | ---- |
| 430  | 386  | 357  | 378  | 344  | 403  | 454  |

## Экономика
В 2010 году среди 291 человека трудоспособного возраста (15—64 лет) 213 были экономически активными, 78 — неактивными (показатель активности — 73,2 %, в 1999 году было 69,8 %). Из 213 активных жителей работали 188 человек (110 мужчин и 78 женщин), безработных было 25 (5 мужчин и 20 женщин). Среди 78 неактивных 27 человек были учениками или студентами, 22 — пенсионерами, 29 были неактивными по другим причинам.

## Фотогалерея

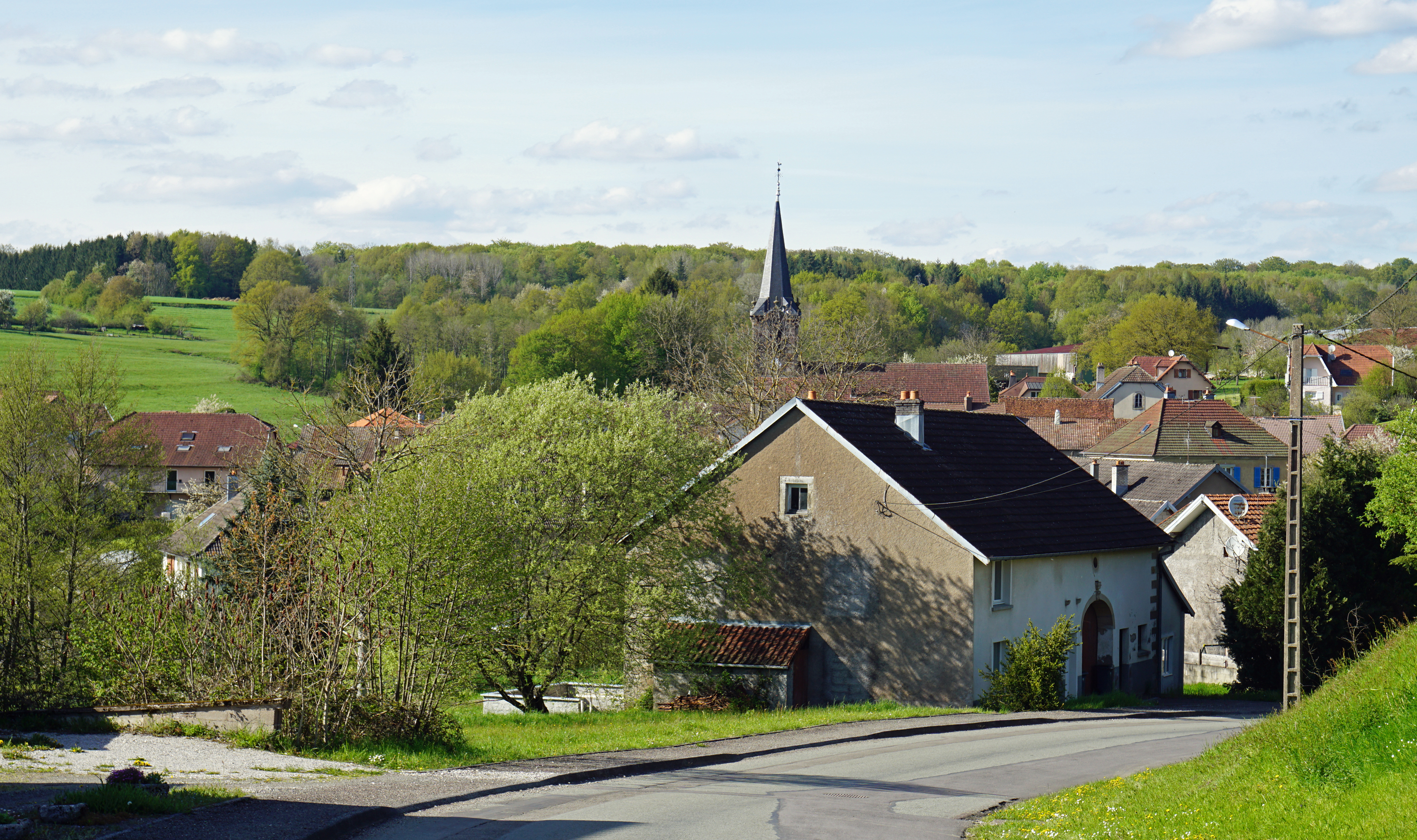
Маньи-Данигон
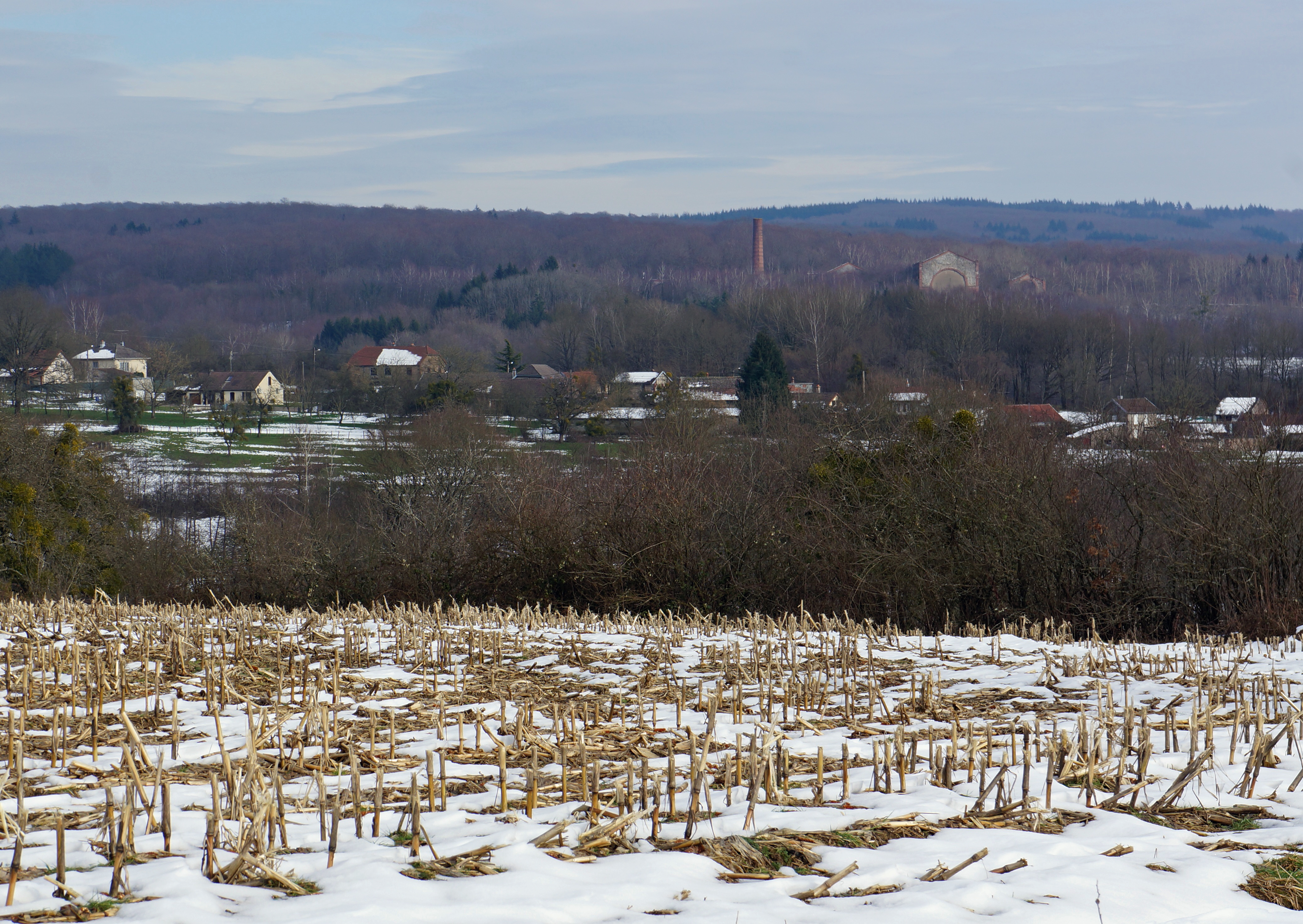
Руины шахт Артюр-де-Бюйе
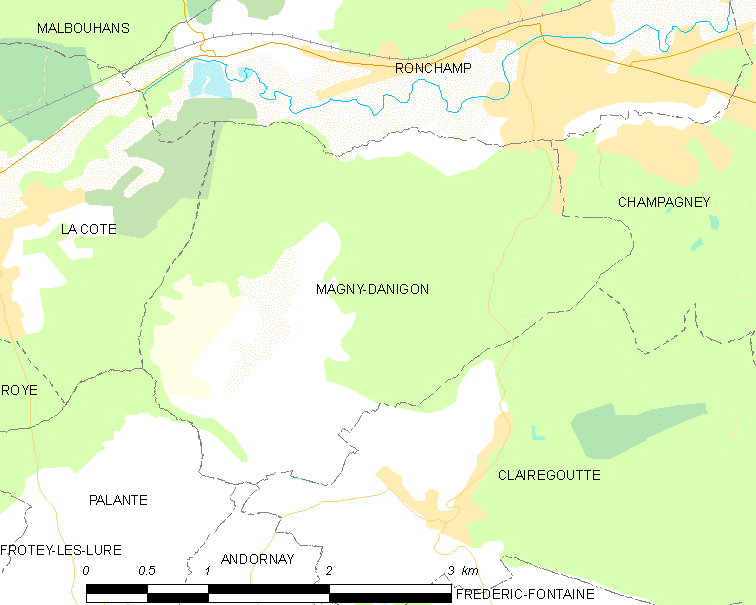
Карта коммуны